# Ligne Ovroutch-Tchernihiv
La ligne Tchernihiv-Ovroutch est un grand axe ferroviaire en Ukraine. La ligne appartient aux chemins de fer ukrainiens et l'exploitation est gérée par les Pivdenno-Zakhidna zaliznytsia.

## Histoire
La construction débute en 1928 et est ouverte aux passagers en 1930. Elle est partiellement abandonnée en 1986 après la Catastrophe nucléaire de Tchernobyl.

## Caractéristiques

### Tracé

#### Tchernihiv-Slavoutych-Pripiat
Après Nedanchychi, la ligne entre en Biélorussie en franchissant le Dniepr, le seul arrêt biélorusse est Iolcha proche de Kamaryn puis entre en zone interdite et trois gares sont abandonnées. Après la ligne revient en Ukraine et passe au-dessus de la rivière Pripiat.

### Gares
Gare de Tchernihiv, gare de Yaniv, Gare d'Ovroutch.

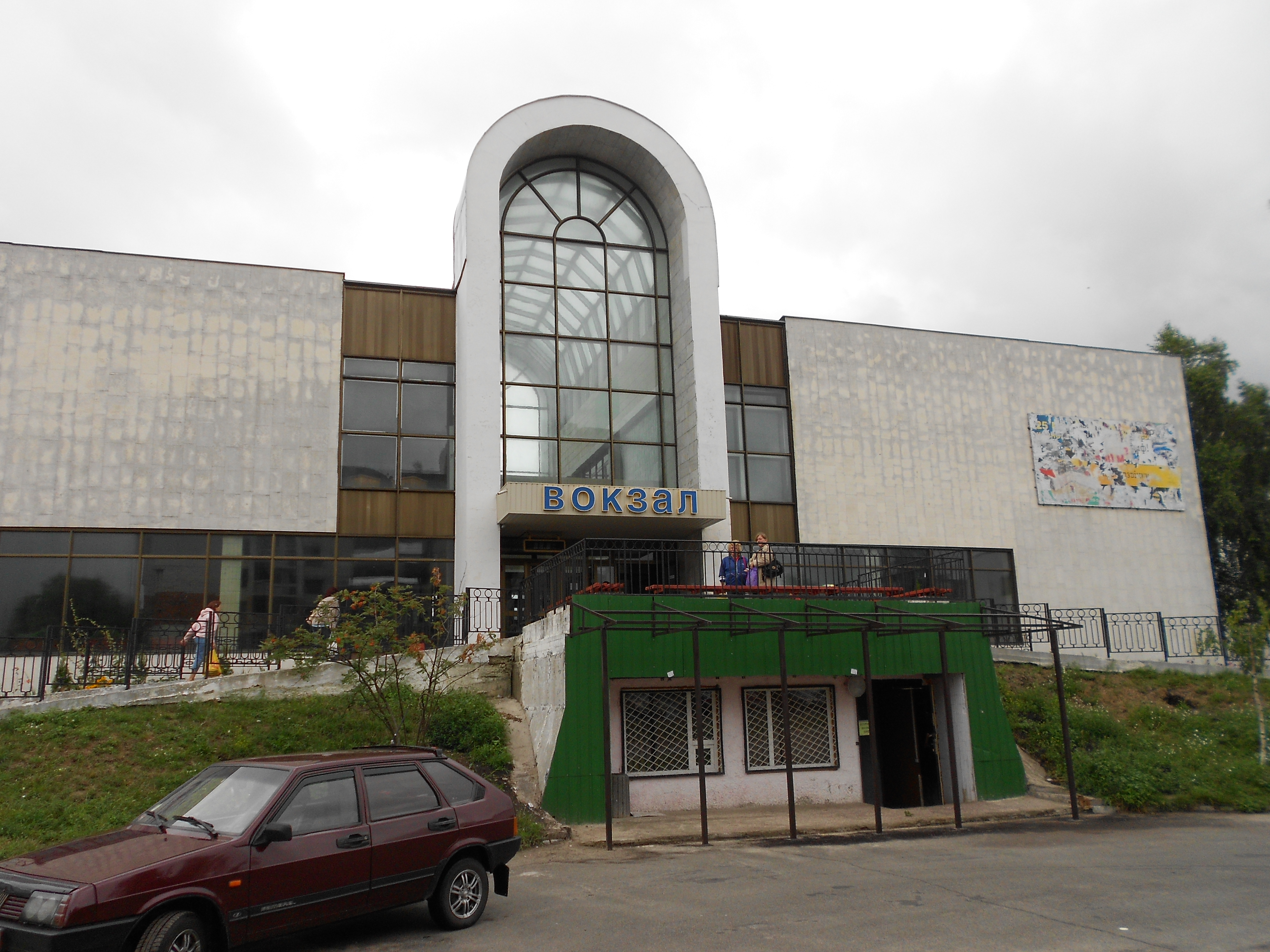
gare de Slavoutych
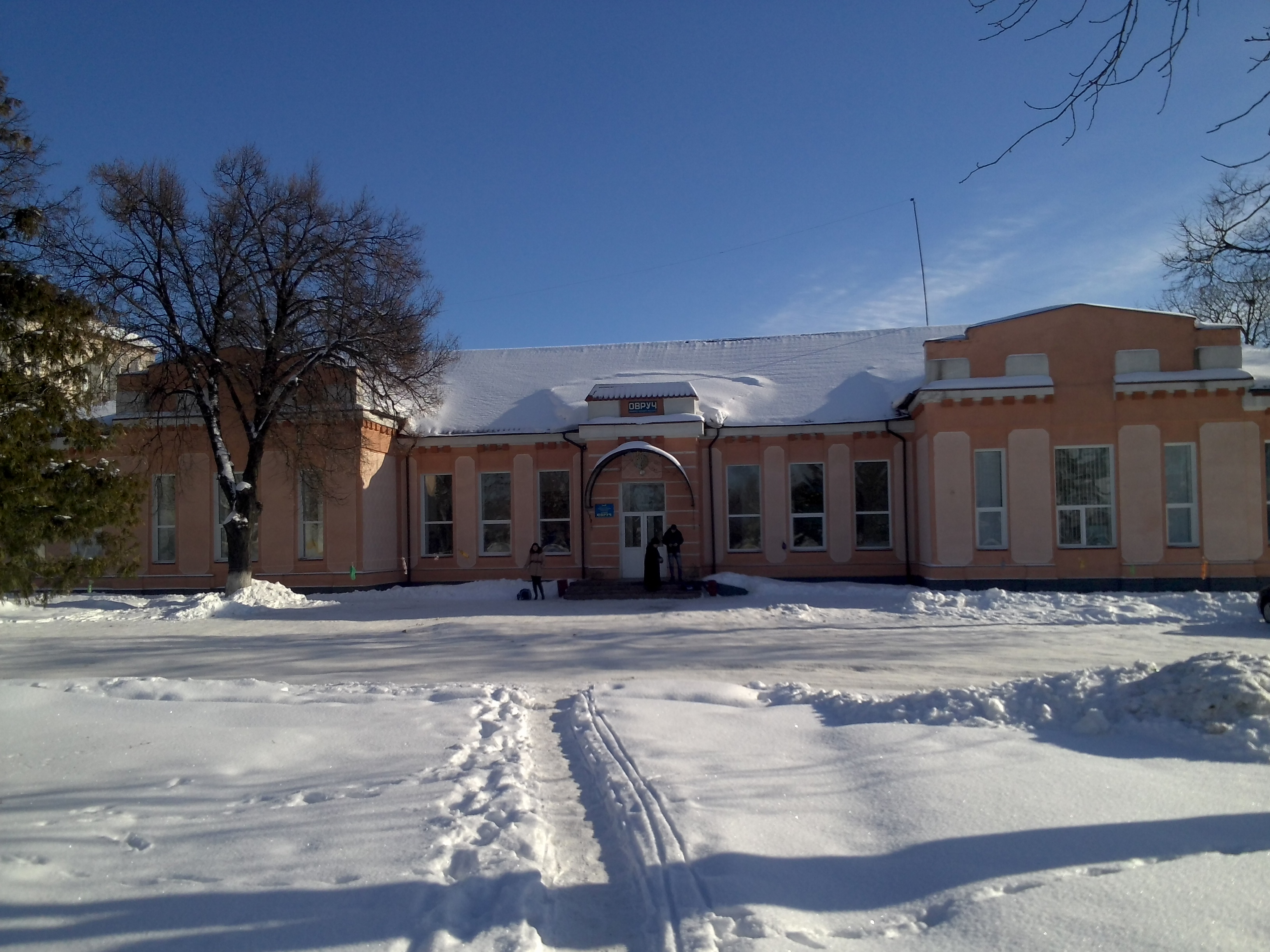
gare d'Ovroutch classée
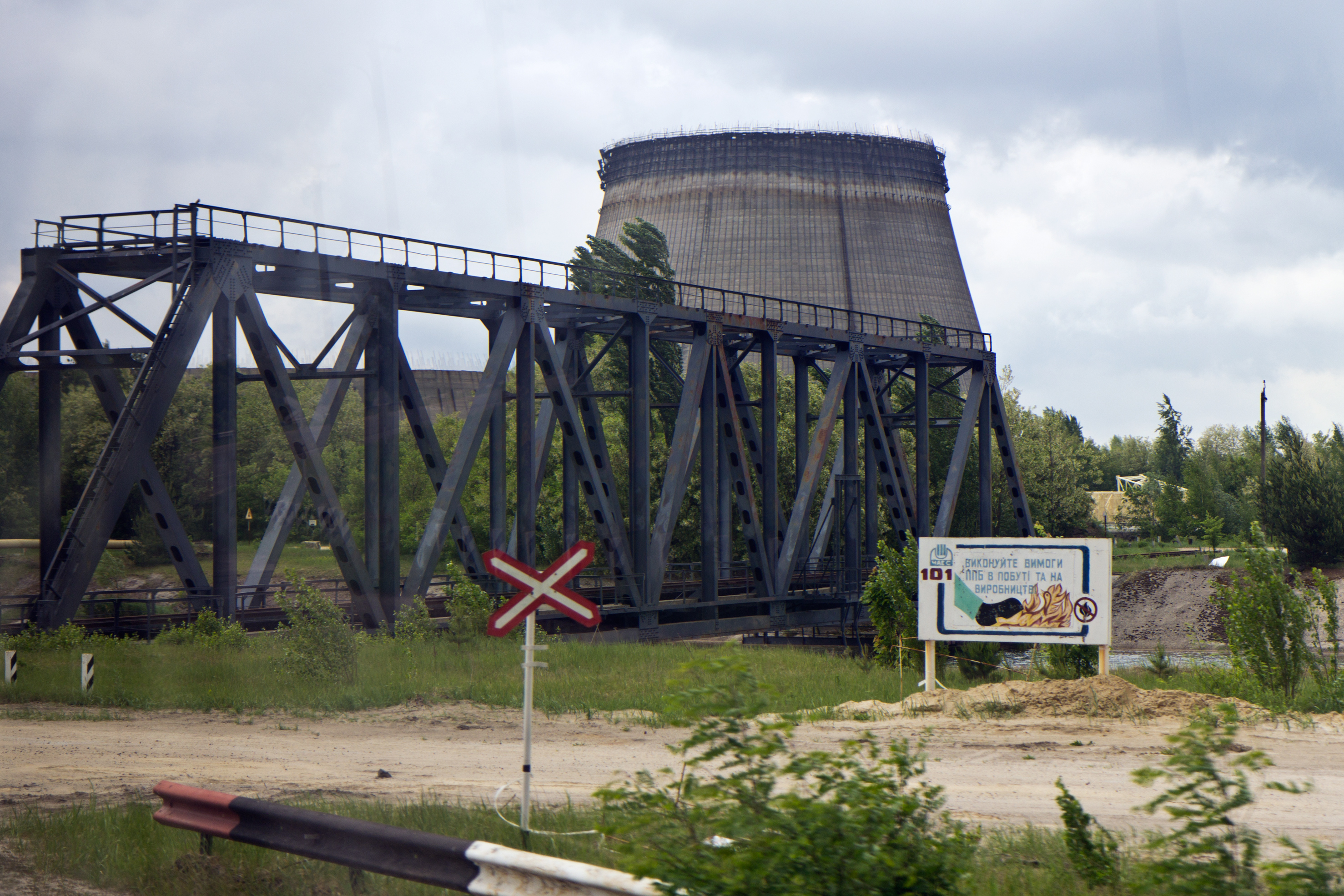
pont près de Tchernobyl.